# Ben Zucker/Diskografie
Diese Diskografie ist eine Übersicht über die musikalischen Werke des deutschen Schlagersängers Ben Zucker und seiner Pseudonyme wie Benni Fridge oder auch Benni Fritsch. Den Schallplattenauszeichnungen zufolge hat er bisher mehr als 1,4 Millionen Tonträger verkauft. Seine erfolgreichste Veröffentlichung ist das Debütalbum Na und?! mit über 500.000 verkauften Einheiten.

## Alben

### Studioalben
| Jahr | Titel Musiklabel                                    | Höchstplatzierung, Gesamtwochen, AuszeichnungChartplatzierungen (Jahr, Titel, Musiklabel, Platzierungen, Wochen, Auszeichnungen, Anmerkungen) | Höchstplatzierung, Gesamtwochen, AuszeichnungChartplatzierungen (Jahr, Titel, Musiklabel, Platzierungen, Wochen, Auszeichnungen, Anmerkungen) | Höchstplatzierung, Gesamtwochen, AuszeichnungChartplatzierungen (Jahr, Titel, Musiklabel, Platzierungen, Wochen, Auszeichnungen, Anmerkungen) | Anmerkungen                                              |
| Jahr | Titel Musiklabel                                    | DE | AT | CH | Anmerkungen                                              |
| ---- | --------------------------------------------------- | --- | --- | --- | -------------------------------------------------------- |
| 2017 | Na und?! Airforce1 • Music for Millions (UMG)       | DE4 ×5Fünffachgold · (129 Wo.)DE | AT8 Gold · (66 Wo.)AT | CH9 (41 Wo.)CH | Erstveröffentlichung: 23. Juni 2017 Verkäufe: + 507.500  |
| 2019 | Wer sagt das?! Airforce1 • Music for Millions (UMG) | DE1 Platin · (61 Wo.)DE | AT5 (15 Wo.)AT | CH8 (24 Wo.)CH | Erstveröffentlichung: 7. Juni 2019 Verkäufe: + 200.000   |
| 2021 | Jetzt erst recht! Airforce1 (UMG)                   | DE1 Gold · (37 Wo.)DE | AT4 (5 Wo.)AT | CH5 (10 Wo.)CH | Erstveröffentlichung: 16. April 2021 Verkäufe: + 100.000 |
| 2023 | Heute nicht! Airforce1 (UMG)                        | DE2 (9 Wo.)DE | AT10 (2 Wo.)AT | CH13 (3 Wo.)CH | Erstveröffentlichung: 8. Dezember 2023                   |

### Livealben
| Jahr | Titel Musiklabel                                                       | Höchstplatzierung, Gesamtwochen, AuszeichnungChartplatzierungen (Jahr, Titel, Musiklabel, Platzierungen, Wochen, Auszeichnungen, Anmerkungen) | Höchstplatzierung, Gesamtwochen, AuszeichnungChartplatzierungen (Jahr, Titel, Musiklabel, Platzierungen, Wochen, Auszeichnungen, Anmerkungen) | Höchstplatzierung, Gesamtwochen, AuszeichnungChartplatzierungen (Jahr, Titel, Musiklabel, Platzierungen, Wochen, Auszeichnungen, Anmerkungen) | Anmerkungen                                                                    |
| Jahr | Titel Musiklabel                                                       | DE | AT | CH | Anmerkungen                                                                    |
| ---- | ---------------------------------------------------------------------- | --- | --- | --- | ------------------------------------------------------------------------------ |
| 2018 | Na und?! Live! Grosse Freiheit 36 Airforce1 • Music for Millions (UMG) | DE*DE | — | — | Erstveröffentlichung: 7. Dezember 2018 * siehe Na und?!                        |
| 2020 | Wer sagt das?! Zugabe! Airforce1 • Music for Millions (UMG)            | DE*DE | AT**AT | CH**CH | Erstveröffentlichung: 15. Mai 2020 * siehe Wer sagt das?!, ** siehe Videoalbum |

### Kompilationen
| Jahr | Titel Musiklabel                                                      | Höchstplatzierung, Gesamtwochen, AuszeichnungChartplatzierungen (Jahr, Titel, Musiklabel, Platzierungen, Wochen, Auszeichnungen, Anmerkungen) | Höchstplatzierung, Gesamtwochen, AuszeichnungChartplatzierungen (Jahr, Titel, Musiklabel, Platzierungen, Wochen, Auszeichnungen, Anmerkungen) | Höchstplatzierung, Gesamtwochen, AuszeichnungChartplatzierungen (Jahr, Titel, Musiklabel, Platzierungen, Wochen, Auszeichnungen, Anmerkungen) | Anmerkungen                            |
| Jahr | Titel Musiklabel                                                      | DE | AT | CH | Anmerkungen                            |
| ---- | --------------------------------------------------------------------- | --- | --- | --- | -------------------------------------- |
| 2022 | Was wir haben, ist für immer – Das Beste aus 5 Jahren Airforce1 (UMG) | DE3 (17 Wo.)DE | AT55 (2 Wo.)AT | CH9 (4 Wo.)CH | Erstveröffentlichung: 28. Oktober 2022 |

### EPs
| Jahr | Titel Musiklabel                                    | Anmerkungen                         |
| ---- | --------------------------------------------------- | ----------------------------------- |
| 2022 | Berlin Session Airforce1 • Music for Millions (UMG) | Erstveröffentlichung: 10. Juni 2022 |

## Singles

### Als Leadmusiker
| Jahr | Titel Album                                                                             | Höchstplatzierung, Gesamtwochen, AuszeichnungChartplatzierungen (Jahr, Titel, Album, Platzierungen, Wochen, Auszeichnungen, Anmerkungen) | Höchstplatzierung, Gesamtwochen, AuszeichnungChartplatzierungen (Jahr, Titel, Album, Platzierungen, Wochen, Auszeichnungen, Anmerkungen) | Höchstplatzierung, Gesamtwochen, AuszeichnungChartplatzierungen (Jahr, Titel, Album, Platzierungen, Wochen, Auszeichnungen, Anmerkungen) | Anmerkungen                                                           |
| Jahr | Titel Album                                                                             | DE | AT | CH | Anmerkungen                                                           |
| ---- | --------------------------------------------------------------------------------------- | --- | --- | --- | --------------------------------------------------------------------- |
| 2017 | Na und?!                                                                                | DE— GoldDE | — | CH90 (1 Wo.)CH | Erstveröffentlichung: 24. März 2017 Verkäufe: + 200.000               |
| 2017 | Kinder (Sind so kleine Hände) –                                                         | — | — | — | Erstveröffentlichung: 13. Oktober 2017 Original: Bettina Wegner       |
| 2017 | Was für eine geile Zeit Na und?!                                                        | DE99 Platin · (1 Wo.)DE | — | CH74 (1 Wo.)CH | Erstveröffentlichung: 20. Oktober 2017 Verkäufe: + 400.000            |
| 2018 | Der Sonne entgegen Na und?!                                                             | DE99 (1 Wo.)DE | — | — | Erstveröffentlichung: 25. Mai 2018                                    |
| 2019 | Wer sagt das?!                                                                          | — | — | — | Erstveröffentlichung: 15. März 2019                                   |
| 2019 | Mein Berlin Wer sagt das?!                                                              | — | — | — | Erstveröffentlichung: 25. Oktober 2019                                |
| 2020 | Genau jetzt Wer sagt das?! Zugabe!                                                      | — | — | — | Erstveröffentlichung: 13. März 2020                                   |
| 2020 | Sommer der nie geht Wer sagt das?! Zugabe!                                              | — | — | — | Erstveröffentlichung: 8. Mai 2020                                     |
| 2021 | Guten Morgen Welt Jetzt erst recht!                                                     | — | — | — | Erstveröffentlichung: 12. Februar 2021                                |
| 2021 | Bist du der Mensch Jetzt erst recht!                                                    | — | — | — | Erstveröffentlichung: 26. März 2021                                   |
| 2021 | Everybody’s Got to Learn Sometime Jetzt erst recht! Feuer frei!                         | — | — | — | Erstveröffentlichung: 21. Oktober 2021 feat. Zucchero                 |
| 2021 | Was mir noch fehlt, bist du Jetzt erst recht! Feuer frei!                               | — | — | — | Erstveröffentlichung: 21. Oktober 2021                                |
| 2021 | Wieder zurück Jetzt erst recht! Feuer frei!                                             | — | — | — | Erstveröffentlichung: 29. Oktober 2021                                |
| 2021 | Immer noch Jetzt erst recht! Feuer frei!                                                | — | — | — | Erstveröffentlichung: 4. November 2021 feat. Glasperlenspiel          |
| 2022 | Wie konnte das passieren?! –                                                            | — | — | — | Erstveröffentlichung: 18. Februar 2022                                |
| 2022 | Unsere Lieder Was wir haben, ist für immer – Das Beste aus 5 Jahren                     | — | — | — | Erstveröffentlichung: 8. Juli 2022                                    |
| 2022 | Was ich will, bist du (ohne dich) Was wir haben, ist für immer – Das Beste aus 5 Jahren | — | — | — | Erstveröffentlichung: 23. September 2022 Original: Münchener Freiheit |
| 2023 | Heute nicht!                                                                            | — | — | — | Erstveröffentlichung: 14. April 2023                                  |
| 2023 | Stadt für uns alleine Heute nicht!                                                      | — | — | — | Erstveröffentlichung: 14. Juli 2023                                   |
| 2023 | An diesen Tagen Heute nicht! • Für immer für dich                                       | — | — | — | Erstveröffentlichung: 20. Oktober 2023 mit Kerstin Ott                |
| 2023 | Wir sind immer noch hier Heute nicht!                                                   | — | — | — | Erstveröffentlichung: 17. November 2023                               |
| 2024 | Schön, dass es dich gibt! –                                                             | — | — | — | Erstveröffentlichung: 15. März 2024                                   |
| 2024 | Wir stossen an Heute nicht! (Tour Edition)                                              | — | — | — | Erstveröffentlichung: 7. Juni 2024                                    |
| 2024 | Da vorne ist noch Licht Heute nicht! (Tour Edition)                                     | — | — | — | Erstveröffentlichung: 27. September 2024                              |
| 2024 | Straßenjungs (Live) Heute nicht! (Tour Edition)                                         | — | — | — | Erstveröffentlichung: 4. Oktober 2024                                 |

### Als Gastmusiker
| Jahr | Titel Album                                           | Anmerkungen |
| ---- | ----------------------------------------------------- | --- |
| 2018 | Ça va ça va Claudio Capéo (Edition mondiale)          | Erstveröffentlichung: 31. August 2018 Claudio Capéo feat. Ben Zucker                                             |
| 2020 | Ça va ça va Wo mein Herz ist                          | Erstveröffentlichung: 4. Juni 2020 Sarah Zucker feat. Ben Zucker; Original: Claudio Capéo                        |
| 2020 | Ein Bett im Kornfeld Das ultimative Jubiläums-Best-Of | Erstveröffentlichung: 23. Oktober 2020 Jürgen Drews feat. Ben Zucker; Original: Gene Cotton – Let Your Love Flow |
| 2021 | Diese Welt braucht Liebe –                            | Erstveröffentlichung: 29. Oktober 2021 Nico Suave & Teesy feat. Liebe Allstars                                   |

## Videoalben und Musikvideos

### Videoalben
| Jahr | Titel Musiklabel                                                       | Höchstplatzierung, Gesamtwochen, AuszeichnungChartplatzierungen (Jahr, Titel, Musiklabel, Platzierungen, Wochen, Auszeichnungen, Anmerkungen) | Höchstplatzierung, Gesamtwochen, AuszeichnungChartplatzierungen (Jahr, Titel, Musiklabel, Platzierungen, Wochen, Auszeichnungen, Anmerkungen) | Höchstplatzierung, Gesamtwochen, AuszeichnungChartplatzierungen (Jahr, Titel, Musiklabel, Platzierungen, Wochen, Auszeichnungen, Anmerkungen) | Anmerkungen                                                                      |
| Jahr | Titel Musiklabel                                                       | DE | AT | CH | Anmerkungen                                                                      |
| ---- | ---------------------------------------------------------------------- | --- | --- | --- | -------------------------------------------------------------------------------- |
| 2018 | Na und?! Live! Grosse Freiheit 36 Airforce1 • Music for Millions (UMG) | DE*DE | — | — | Erstveröffentlichung: 7. Dezember 2018 * Verkäufe werden Na und?! hinzuaddiert   |
| 2020 | Wer sagt das?! Zugabe! Airforce1 • Music for Millions (UMG)            | DE*DE | AT10 (1 Wo.)AT | CH5 (1 Wo.)CH | Erstveröffentlichung: 15. Mai 2020 * Verkäufe werden Wer sagt das?! hinzuaddiert |

### Musikvideos
| Jahr | Titel                             | Regisseur(e)       |
| ---- | --------------------------------- | ------------------ |
| 2015 | Du bist nicht hier                |                    |
| 2017 | Na und?!                          | Gregor Erler       |
| 2018 | Was für eine geile Zeit           | Gregor Erler       |
| 2018 | Der Sonne entgegen                |                    |
| 2018 | Ça va ça va                       |                    |
| 2019 | Wer sagt das?!                    |                    |
| 2019 | Wir lieben uns wieder             | Gregor Erler       |
| 2019 | Mein Berlin                       | Gregor Erler       |
| 2020 | Genau jetzt                       | Gregor Erler       |
| 2020 | Sommer der nie geht               |                    |
| 2020 | Ein Bett im Kornfeld              | Oliver Sommer      |
| 2021 | Guten Morgen Welt                 | Gregor Erler       |
| 2021 | Bist du der Mensch                | Gregor Erler       |
| 2021 | Ich weine nicht um dich           | Gregor Erler       |
| 2021 | Diese Welt braucht Liebe          | Juno Entertainment |
| 2021 | Wieder zurück                     |                    |
| 2022 | Unsere Lieder                     |                    |
| 2022 | Was ich will, bist du (ohne dich) |                    |
| 2023 | Heute nicht!                      |                    |
| 2023 | Stadt für uns alleine             |                    |
| 2023 | Wir sind immer noch hier          |                    |
| 2024 | Wir stossen an                    |                    |
| 2024 | Da vorne ist noch Licht           |                    |

## Sonderveröffentlichungen

### Alben
| Jahr | Titel Musiklabel                                                                   | Anmerkungen |
| ---- | ---------------------------------------------------------------------------------- | --- |
| 2020 | Wer sagt das?! Zugabe! (Super Deluxe Edition) Airforce1 • Music for Millions (UMG) | Erstveröffentlichung: 15. Mai 2020 erweiterte Fassung mit CDs, DVDs + Blu-Rays; Verkäufe werden Wer sagt das?! hinzuaddiert |
| 2021 | Jetzt erst recht! Feuer frei! Airforce1 (UMG)                                      | Erstveröffentlichung: 5. November 2021 Verkäufe werden Jetzt erst recht! hinzuaddiert                                       |

### Lieder
| Jahr | Titel Album                                                 | Anmerkungen |
| ---- | ----------------------------------------------------------- | --- |
| 2016 | Ça va ça va Claudio Capéo (Edition mondiale)                | Erstveröffentlichung: 1. Juli 2016 Claudio Capéo feat. Ben Zucker                                                     |
| 2016 | Un homme debout Claudio Capéo (Edition mondiale)            | Erstveröffentlichung: 1. Juli 2016 Claudio Capéo feat. Ben Zucker                                                     |
| 2019 | Freiheit (Live) Helene Fischer Live – Die Stadion-Tour      | Erstveröffentlichung: 23. August 2019 Helene Fischer feat. Ben Zucker; Original: Marius Müller-Westernhagen           |
| 2019 | Die Sehnsucht ist mein Steuermann (Unplugged) MTV Unplugged | Erstveröffentlichung: 18. Oktober 2019 Santiano feat. Various Artists                                                 |
| 2019 | Lieder der Freiheit (Unplugged) MTV Unplugged               | Erstveröffentlichung: 18. Oktober 2019 Santiano feat. Ben Zucker; Original: Mike Oldfield & Maggie Reilly – To France |
| 2020 | Ça va ça va Wo mein Herz ist                                | Erstveröffentlichung: 24. Juli 2020 Sarah Zucker feat. Ben Zucker; Original: Claudio Capéo                            |
| 2020 | Perfekt Wo mein Herz ist                                    | Erstveröffentlichung: 24. Juli 2020 Sarah Zucker feat. Ben Zucker                                                     |
| 2020 | Ein Bett im Kornfeld Das ultimative Jubiläums-Best-Of       | Erstveröffentlichung: 23. Oktober 2020 Jürgen Drews feat. Ben Zucker; Original: Gene Cotton – Let Your Love Flow      |
| 2024 | An diesen Tagen Für immer für dich                          | Erstveröffentlichung: 18. Oktober 2024 Kerstin Ott & Ben Zucker                                                       |

| Jahr | Titel Album            | Anmerkungen                                 |
| ---- | ---------------------- | ------------------------------------------- |
| 2024 | Bla Bla Dein Song 2024 | Erstveröffentlichung: 22. März 2024 mit Jon |

## Statistik

### Chartauswertung
|                     | DE    | AT    | CH    |
| ------------------- | ----- | ----- | ----- |
| Nummer-eins-Alben   | DE2DE | AT—AT | CH—CH |
| Top-10-Alben        | DE5DE | AT4AT | CH4CH |
| Alben in den Charts | DE5DE | AT5AT | CH5CH |

|                       | DE    | AT    | CH    |
| --------------------- | ----- | ----- | ----- |
| Nummer-eins-Singles   | DE—DE | AT—AT | CH—CH |
| Top-10-Singles        | DE—DE | AT—AT | CH—CH |
| Singles in den Charts | DE2DE | AT—AT | CH2CH |

|                          | DE    | AT    | CH    |
| ------------------------ | ----- | ----- | ----- |
| Nummer-eins-Videoalben   | DE—DE | AT—AT | CH—CH |
| Top-10-Videoalben        | DE—DE | AT1AT | CH1CH |
| Videoalben in den Charts | DE—DE | AT1AT | CH1CH |

### Auszeichnungen für Musikverkäufe
Anmerkung: Auszeichnungen in Ländern aus den Charttabellen bzw. Chartboxen sind in ebendiesen zu finden.
| Land/RegionAuszeichnungen für Musikverkäufe (Land/Region, Auszeichnungen, Verkäufe, Quellen) | Gold     | Platin     | Verkäufe  | Quellen           |
| -------------------------------------------------------------------------------------------- | -------- | ---------- | --------- | ----------------- |
| Deutschland (BVMI)                                                                           | 3× Gold3 | 4× Platin4 | 1.400.000 | musikindustrie.de |
| Österreich (IFPI)                                                                            | Gold1    | —          | 7.500     | ifpi.at           |
| Insgesamt                                                                                    | 4× Gold4 | 4× Platin4 |           |                   |